# Coeloplana astericola
Coeloplana astericola is een ribkwal uit de familie Coeloplanidae.
De wetenschappelijke naam van de soort werd voor het eerst geldig gepubliceerd in 1927 door Theodor Mortensen.